# طابع مطبوع

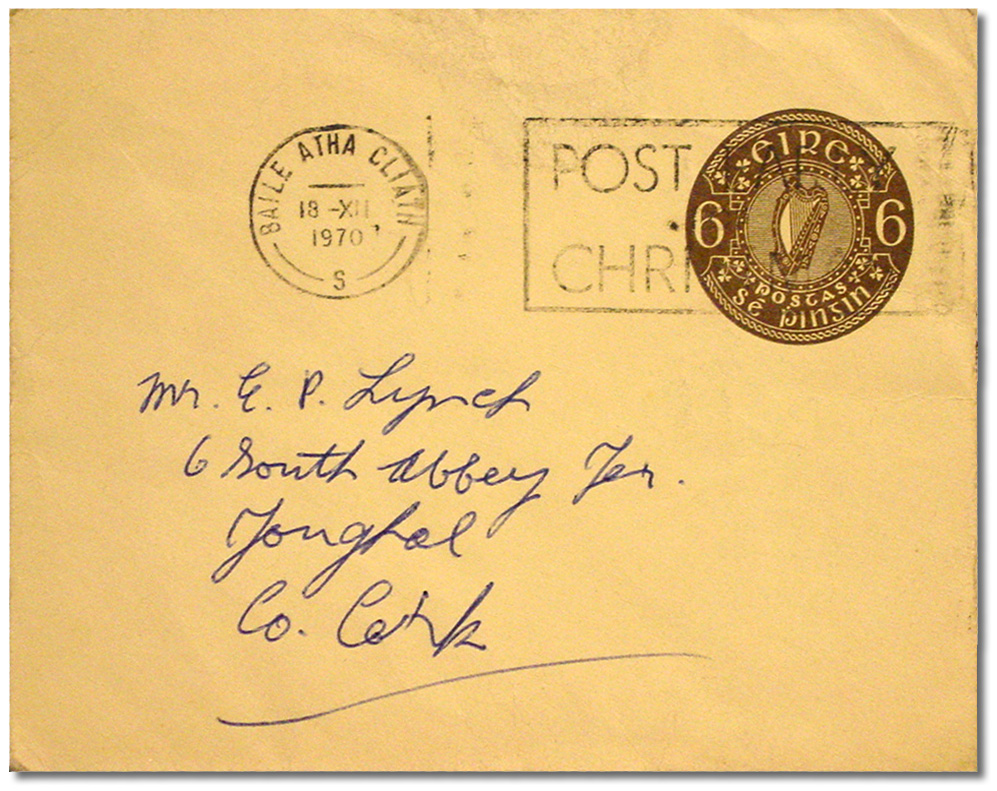
مظروف قرطاسية بريد أيرلندية مطبوع عليهِ صورة طابع بقيمة 6 سنتات تعادل سعر المواد المطبوعة المحلية في شهر ديسمبر 1970

الطابع المطبوع أو المختوم، هو طابع بريدي مطبوع على قطعة من القرطاسية البريدية مثل المظروف المختوم أو البطاقة البريدية أو ورقة الرسائل أو بطاقة الرسالة أو رسالة جوية مظروفة أو الغلاف. وقد تكون الطباعة مطبوعة على سطح الورقة، أو منقوشة بنقش بارز. ويُعرف الطابع المطبوع أيضًا باسم الطابع غير اللاصق أو الإشارات.

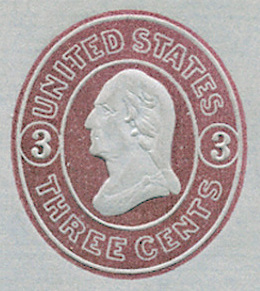
صحيفة رسائل الولايات المتحدة الأمريكية لعام 1861 - جورج واشنطن مصور باللون الوردي على ورق أزرق

وغالباً ما يتشابه تصميم الطوابع المطبوعة تشابهاً كبيراً مع الطوابع اللاصقة العادية من نفس البلد والعصر. وقد يكون طابعاً نهائياً أو تذكارياً.

## هواية جمع الطوابع
كان من الشائع في الأيام الأولى لطباعة الطوابع البريدية اقتطاع الطابع المطبوع من بقية القطعة والاحتفاظ بالطابع فقط. يُعرف هذا باسم المربع المقطوع. وفي المملكة المتحدة، يُعرف هذا باسم المربع المقطوع.
بعد قص واقتطاع الطابع تشذب وتعدل حواف الختم المطبوع، ويُعرف ذلك بالقص حسب الشكل. وهي زاوية كاملة إذا كانت تحتوي على الزاوية الكاملة للظرف مع اللوحات الجانبية والخلفية المرفقة. يفضل بعض هواة جمع الطوابع البريدية حالياً الاحتفاظ بالأدوات القرطاسية البريدية سليمة لأن القص يدمر التاريخ البريدي وسكين الظرف المختوم والختم البريدي وأي علامات استلام.

## الاستعمالات
سمحت بعض الدول باستخدام طابع بريد مطبوع على قطعة بريدية مطبوع عليها طابع بريدي لدفع رسوم بريدية على عنصر بريدي آخر. ويُعرف هذا أيضاً باسم الطابع المقتطع. توجد أحيانًا مواد القرطاسية البريدية التي تحمل طابعًا مطبوعًا مع طوابع لاصقة مضافة لدفع تكاليف الخدمات الإضافية مثل البريد الجوي أو التسجيل أو النقل الجزئي للبريد بواسطة خدمة بريدية محلية. تُعرف هذه الأغلفة باسم الأغلفة الملتصقة،
ويُعرف هذا الاستخدام باسم الاستخدام الاقتراني. يُطلق على وضع الطابع اللاصق بالإضافة إلى الطابع المطبوع من أجل دفع سعر بريدي أعلى اسم "مضاف" (بالإسبانية= فرانكيوس كومبليمنتاريوس).
وينطبق هذا المصطلح أيضاً عندما يطبع طابع مطبوع أو منقوش فوقه أو ختمه يدوياً لزيادة القيمة الاسمية.